# Hardoi (stad)
Hardoi is een stad en gemeente in het district Hardoi van de Indiase staat Uttar Pradesh. 

## Demografie
Volgens de Indiase volkstelling van 2001 wonen er 112.474 mensen in Hardoi, waarvan 53% mannelijk en 47% vrouwelijk is. De plaats heeft een alfabetiseringsgraad van 73%. 